# Dampierre-sur-le-Doubs
Dampierre-sur-le-Doubs – miejscowość i gmina we Francji, w regionie Burgundia-Franche-Comté, w departamencie Doubs. Nazwa miejscowości pochodzi od imienia św. Piotra.
Według danych na rok 1990 gminę zamieszkiwało 536 osób, a gęstość zaludnienia wynosiła 170 osób/km² (wśród 1786 gmin Franche-Comté Dampierre-sur-le-Doubs plasuje się na 292. miejscu pod względem liczby ludności, natomiast pod względem powierzchni na miejscu 951.).